# Arrows A20
Der Arrows A20 war der Formel-1-Rennwagen von Arrows Grand Prix International für die Saison 1999. Er nahm an allen 16 Rennen der Saison teil.

## Technik und Entwicklung
Mike Coughlan und Eghbal Hamidy hatten den Wagen konstruiert. Er war aus dem Arrows A19 des Vorjahres weiter entwickelt. So wurden alle wichtigen Elemente sowie die aerodynamischen Eigenschaften angepasst und versucht, das Getriebe standfester zu gestalten.
Motor war der A20E, ein Saugmotor aus eigener Produktion mit 2998 cm³ Hubraum und 10 Zylindern in V-Anordnung mit einem Zylinderbankwinkel von 72°. Er leistete bei 15.000/min ungefähr 533 kW (715 PS). Das selbstentwickelte elektro-hydraulische Halbautomatikgetriebe hatte sechs Gänge. Der Arrows A20 hatte Doppelquerlenkerachsen vorn und hinten mit innenliegenden Federn und  Stoßdämpfern, betätigt über Schubstangen.

## Renngeschichte

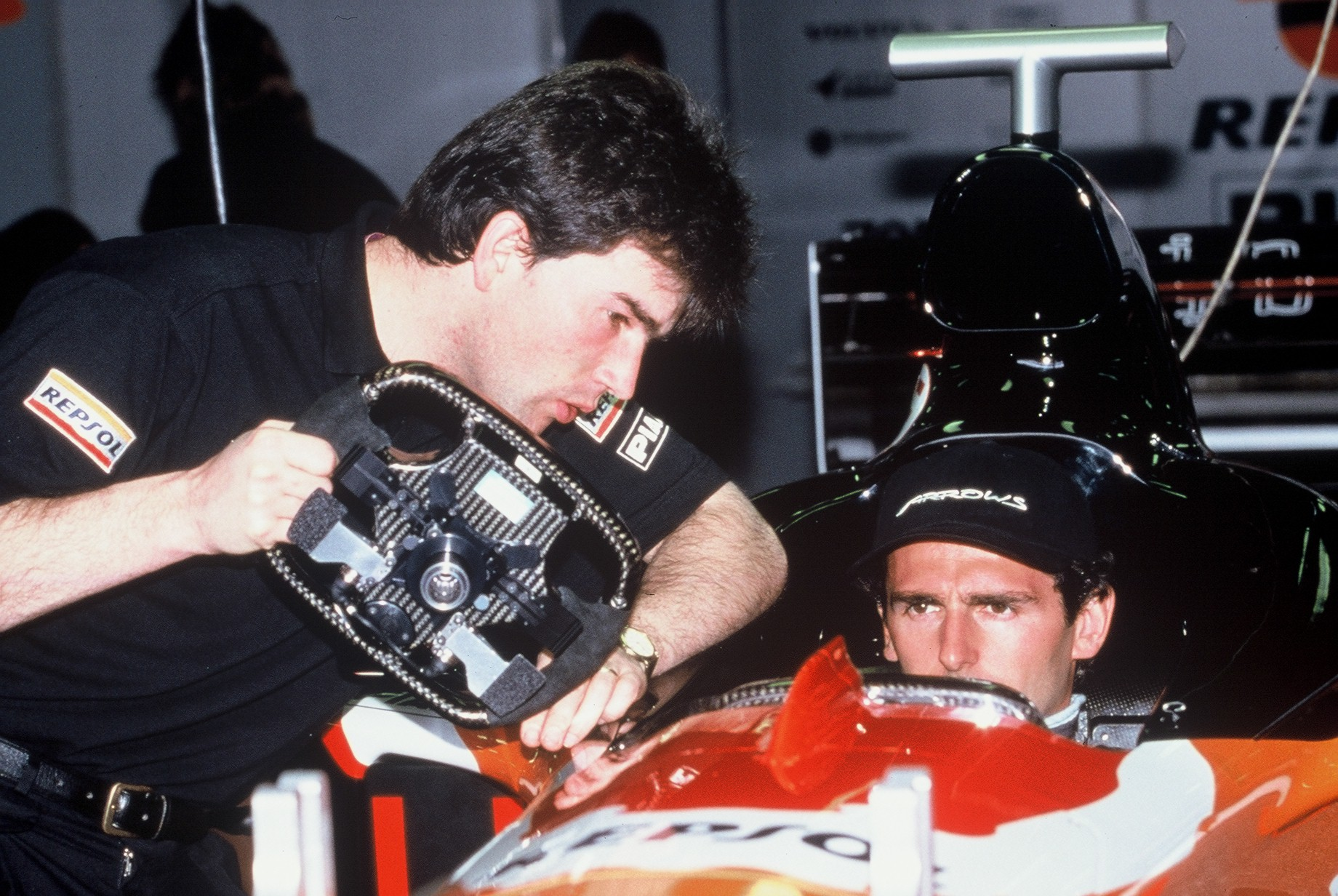
Pedro de la Rosa im Albert Park, Australien

Zu Jahresbeginn trat der nigerianische Prinz Malik Ado Ibrahim mit seinem Unternehmen T-Minus als Sponsor für das Team von Tom Walkinshaw auf. Der Prinz, der zur Igbira-Ethnie gehörte, wollte sich und seine Marke so berühmt wie möglich machen und durch den gewonnenen Markenwert andere Unternehmen dazu bringen, seine Marke für verschiedene Produkte zu verwenden. Er erfüllte die eingegangenen Verpflichtungen nicht und tauchte gegen Ende der Saison unter, woraufhin der Vertrag hinfällig war und Arrows die Werbung für T-Minus vom Auto entfernte.
Auch die Saison verlief unglücklich, der Wagen war unzuverlässig und langsam. Toranosuke Takagis Kommunikationsprobleme, er konnte kein Englisch, erschwerten die Lage. So mussten die Fahrer mit den beiden Minardis regelmäßig um die letzten Plätze kämpfen. Man schied bei 32 Starts insgesamt 23 Mal aus, bei neun Rennen erreichte gar kein Wagen das Ziel. Den geringsten Erfolg erreichte Takagi, seine letzte Zielankunft in der Saison war beim achten Rennen in Großbritannien, in allen acht folgenden Rennen fiel er aus. Außerdem wurde der Japaner beim Rennen in Frankreich disqualifiziert, weil das Team Reifen von seinem Teamkollegen Pedro de la Rosa aufgezogen hatte. Im Verlauf der Saison schied man je fünf Mal aufgrund von Motor- oder Getriebedefekten aus, des Weiteren gab es oft Probleme mit dem Antriebssystem des Wagens. Den einzigen Punkt erfuhr de la Rosa beim ersten Rennen in Australien, wo er den sechsten Platz belegte. Takagi wurde bei diesem Rennen Siebter. Arrows belegte zu Saisonende den neunten Platz, punktgleich mit Minardi. Nur das neue BAR-Team lag punktelos hinter Arrows auf dem letzten Platz.

## Lackierung und Sponsoring
Das Heck war bis zum Cockpit schwarz lackiert und die Front des Wagens in den Farben des neuen Hauptsponsors Repsol Orange-Weiß-Rot. Der Name Repsol wurde oben sowie seitlich auf der Nase, am Frontflügel und neben dem Cockpit platziert. Weiterer Sponsor war das Unternehmen T-Minus, das ab dem Rennen in San Marino auf den Seitenkästen und dem Heckflügel warb, davor wurde jeweils eine Zahl platziert, die bei jedem Rennen um eins reduziert wurde. Mitte September 1999, als der Vertrag mit Malik Ado Ibrahim hinfällig geworden war, wurde es durch Werbung der Bank Morgan Grenfell ersetzt. Auf der Airbox warb das Unternehmen Zepter, am Frontflügel der österreichische Energydrink-Hersteller Power Horse und auf dem seitlichen Front- und Heckflügel der japanische Automobilzubehörhersteller PIAA.

## Fahrer
Stammfahrer waren Pedro de la Rosa und Toranosuke Takagi. Takagi kam vom ehemaligen Tyrrell-Team und ersetzte den eigentlich für 1999 vorgesehenen Mika Salo; der eine Woche vor dem ersten Rennen entlassen worden war. Als Test- und Ersatzfahrer wurde der Südafrikaner Stephen Watson nominiert.

## Weitere Verwendung der Chassis
Ein Chassis von Toranosuke Takagi wurde 2012 bei einem historischen Rennfestival im französischen Lédenon eingesetzt.

## Ergebnisse
| Fahrer                          | Nr.                             | 1 | 2   | 3   | 4   | 5  | 6   | 7   | 8   | 9   | 10  | 11  | 12  | 13  | 14  | 15  | 16  | Punkte | Rang |
| ------------------------------- | ------------------------------- | - | --- | --- | --- | -- | --- | --- | --- | --- | --- | --- | --- | --- | --- | --- | --- | ------ | ---- |
| Formel-1-Weltmeisterschaft 1999 | Formel-1-Weltmeisterschaft 1999 |   |     |     |     |    |     |     |     |     |     |     |     |     |     |     |     | 1      | 9.   |
| P. de la Rosa                   | 14                              | 6 | DNF | DNF | DNF | 11 | DNF | 12  | DNF | DNF | DNF | 15  | DNF | DNF | DNF | DNF | 13  | 1      | 9.   |
| T. Takagi                       | 15                              | 7 | 8   | DNF | DNF | 12 | DNF | DSQ | 16  | DNF | DNF | DNF | DNF | DNF | DNF | DNF | DNF | 1      | 9.   |

| Legende  | Legende            | Legende                                                          |
| Farbe    | Abkürzung          | Bedeutung                                                        |
| -------- | ------------------ | ---------------------------------------------------------------- |
| Gold     | –                  | Sieg                                                             |
| Silber   | –                  | 2. Platz                                                         |
| Bronze   | –                  | 3. Platz                                                         |
| Grün     | –                  | Platzierung in den Punkten                                       |
| Blau     | –                  | Klassifiziert außerhalb der Punkteränge                          |
| Violett  | DNF                | Rennen nicht beendet (did not finish)                            |
| Violett  | NC                 | nicht klassifiziert (not classified)                             |
| Rot      | DNQ                | nicht qualifiziert (did not qualify)                             |
| Rot      | DNPQ               | in Vorqualifikation gescheitert (did not pre-qualify)            |
| Schwarz  | DSQ                | disqualifiziert (disqualified)                                   |
| Weiß     | DNS                | nicht am Start (did not start)                                   |
| Weiß     | WD                 | zurückgezogen (withdrawn)                                        |
| Hellblau | PO                 | nur am Training teilgenommen (practiced only)                    |
| Hellblau | TD                 | Freitags-Testfahrer (test driver)                                |
| ohne     | DNP                | nicht am Training teilgenommen (did not practice)                |
| ohne     | INJ                | verletzt oder krank (injured)                                    |
| ohne     | EX                 | ausgeschlossen (excluded)                                        |
| ohne     | DNA                | nicht erschienen (did not arrive)                                |
| ohne     | C                  | Rennen abgesagt (cancelled)                                      |
| ohne     | keine WM-Teilnahme |                                                                  |
| sonstige | P/fett             | Pole-Position                                                    |
| sonstige | 1/2/3/4/5/6/7/8    | Punktplatzierung im Sprint-/Qualifikationsrennen                 |
| sonstige | SR/kursiv          | Schnellste Rennrunde                                             |
| sonstige | *                  | nicht im Ziel, aufgrund der zurückgelegten Distanz aber gewertet |
| sonstige | ()                 | Streichresultate                                                 |
| sonstige | unterstrichen      | Führender in der Gesamtwertung                                   |